# Герб Закарпатской области
Герб Закарпатской области (укр. Герб Закарпатської області) — символический знак, который выражает исторические и духовные традиции Закарпатской области Украины. Вместе с флагом составляет официальную символику органов городского самоуправления и областной исполнительной власти. Утверждён 12 декабря 1990. Рисунок герба создан венгерским художником-графиком Яношом Рейти.

## Описание
В положении о гербе области говорится:
Герб Закарпатской области имеет форму заострённого щита. В правой части — семь ровных горизонтальных полос с чередованием лазурного и золотого, из которых первая полоса лазурная, вторая — золотая. В левой части в серебряном поле — изображение красного медведя, который стоит на задних лапах и смотрит влево.Оригинальный текст (укр.)Герб Закарпатської області має форму розтятого щита. У правій частині — сім рівних горизонтальних смуг з чергуванням лазурового і золотого, з яких перша смуга лазурова, друга — золота. У лівій частині в срібному полі — зображення червоного ведмедя, що стоїть на задніх лапах і дивиться вліво.
С геральдической точки зрения герб представляет собой рассечённый щит, правая часть которого шестикратно пересечена на лазурь и золото, в левой в серебряном поле червлёный восстающий медведь.

## Толкование
Герб был принят в 1920 году как официальный символ Подкарпатской Руси. Он был составной частью утверждённых Законом №252/1920 от 30 марта 1920 года Среднего и Большого гербов Чехословакии.
В 1924 чешский профессор Иржи Краль, специалист по этнографии, приводит следующее толкование герба: семь полос (синий и жёлтый цвета взяты с флага Украины) означают семь главных рек края — Тису, Тересву, Рику, Тереблю, Боржава, Латорица, Уж, а медведь — типичный представитель фауны Карпатских гор. 
В 1990 Павел Федака, историк из Ужгорода, дает своё толкование герба: семь полос означают единство семи бывших комитатов Закарпатья, а сочетание серебряного и красного цветов произошло под влиянием чехословацкой геральдики. Он также упоминает и версию о семи реках.
В 1991 польский экономист Анджей Воцял, который интересовался историей войн, выдвигает версию, которая основывалась на литературе украинских эмигрантов Николая Битинского и Романа Климкевича. Медведь — древний геральдический символ герба Петра Петровича, наджупана земплинского и ужанского XIV века. В XX веке он входит в герб Подкарпатской Руси.

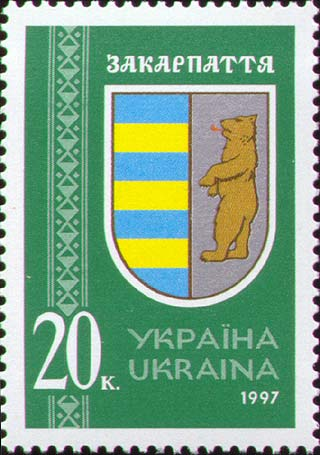
Герб области на почтовой марке 1997 года

В 1994 председатель Украинского геральдического общества Андрей Гречило, описывая герб Закарпатья, склоняется в его толковании к версии Иржи Краля.